# Hippolytustriptiek
De Hippolytustriptiek is een altaarstuk uit circa 1475 dat is geschilderd door Dieric Bouts, Hugo van der Goes en een onbekende Vlaamse meester.

## Voorstelling
Het middenpaneel en het rechterpaneel verbeelden de marteling van de heilige Hippolytus, de patroonheilige van Berthoz. Op de buitenzijden van de zijpanelen zijn in grisaille de patroonheiligen van de stichters afgebeeld: Elisabeth en opnieuw Hippolytus. Berthoz was in dienst van de hertogen van Bourgondië. Het echtpaar was rond 1467-1468 getrouwd.

## Herkomst en toeschrijving
De Hippolytustriptiek is een van de werken die Dieric Bouts bij zijn dood in 1475 onvoltooid achterliet. Sinds 1902 worden de portretten van de opdrachtgevers, Hippolyte Berthoz en Elisabeth Huyghens, op het linkerpaneel aan Hugo van der Goes toegeschreven. De voltooiing van de landschappen en de overige figuren zijn het werk van een andere, onbekende meester. De bijdrage van Van der Goes wordt in verband gebracht met zijn bezoek aan Leuven in 1480, toen hij werd uitgenodigd om de onvoltooide Gerechtigheidspanelen van Dieric Bouts te taxeren. Ook qua stijl sluiten de beide portretten aan bij andere werken die hij rond deze tijd maakte, in het bijzonder de Drievuldigheidspanelen.